# الكسندر كامينغ فرازير
الكسندر كامينغ فرازير هو سياسي كندي، ولد في 1845، وتوفي في 15 ديسمبر 1944.